# Henry Charles Lahee
Henry Charles Lahee, né le 2 juillet 1856 à Londres et mort le 11 avril 1953 à Hingham, est un musicographe anglais.

## Biographie
Lahee a étudié au St Michael’s College de Tenbury et au Nautical Training College de Greenhithe. Installé à Boston depuis 1880, il a été secrétaire du conservatoire de musique de la Nouvelle-Angleterre, de 1891 à 1899, et établi une agence musicale à Boston, en 1899.
Il est l’auteur de plusieurs ouvrages de référence biographiques détaillés sur les musiciens.

## Publications
- (en) Famous singers of to-day and yesterday, Boston, L. C. Page and Co, 1898, ix, 11-337, 12 portr. (incl. frontispice) 20 cm (OCLC 1080151373, lire en ligne).
- (en) Famous violinists of to-day and yesterday, Boston, L. C. Page and Co, 1899, 384 p., 10 portr. ; 18 cm (OCLC 857276, lire en ligne).
- (en) Famous pianists of to-day and yesterday, Boston, L. C. Page and Co, 1898, 345 p., 10 portr. 18 cm (OCLC 854884).
- (en) Grand opera in America : illustrated, Boston, L. C. Page and Co, 1902, xi-348, frontispice, portr. ; In-8° (OCLC 561519016, lire en ligne).
- (en) The organ and its masters : a short account of the most celebrated organists of former days, as well as some of the more prominent organ virtuosi of the present time, together with a brief sketch of the development of organ construction, organ music, and organ playing, Boston, L. C. Page and Co, 1903, 345 p., 14 p. de pl. : illust., portr. ; 20 cm (OCLC 54961027, lire en ligne).
- (en) The grand opera singers of to-day : an account of the leading operatic stars who have sung during recent years, together with a sketch of the chief operatic enterprises, Boston, L. C. Page and Co, 1912, x, 261, portr. ; 21 cm (OCLC 940183151, lire en ligne).
- (en) Annals of Music in America : a chronological record of significant musical events, from 1640 to the present day, with comments on the various periods into which the work is divided, Boston, Marshall Jones, 1922, 298 p., 21 cm (OCLC 639878153, lire en ligne).